# Хассмиллер, Боб
Роберт «Боб» Хассмиллер (англ. Robert "Bob" Hassmiller; 17 декабря 1916, Нью-Йорк, штат Нью-Йорк, США — сентябрь 1980, Нью-Йорк, штат Нью-Йорк, США) — американский профессиональный баскетболист, завершивший карьеру. Чемпион НБЛ в сезоне 1939/1940 годов.

## Ранние годы
Боб Хассмиллер родился 17 декабря 1916 года в городе Нью-Йорк (штат Нью-Йорк). В 1939 году закончил Фордхемский университет, где в течение трёх лет играл за команду «Фордхем Рэмс», в которой провёл успешную карьеру. При Хассмиллере «Рэмс» ни разу не выигрывали ни регулярный чемпионат, ни турнир конференции Metropolitan New York, а также ни разу не выходили в плей-офф студенческого чемпионата США. В сезоне 1938/1939 годов Боб в ранге капитана команды стал не только её лучшим снайпером, но и всей конференции, по итогам которого был включён во 2-ю всеамериканскую сборную NCAA.

## Профессиональная карьера
Играл на позиции атакующего защитника. В 1939 году Боб Хассмиллер заключил соглашение с командой «Акрон Файрстоун Нон-Скидс», выступавшей в Национальной баскетбольной лиге (НБЛ). Позже выступал за команду «Толидо Джим Уайт Шевролетс» (НБЛ). Всего в НБЛ провёл 3 неполных сезона. В сезоне 1939/1940 годов Хассмиллер, будучи одноклубником Пола Новака, Ховарда Кейбла, Джерри Буша, Джека Озберна и Джона Моира выиграл чемпионский титул в составе «Акрон Файрстоун Нон-Скидс». Всего за карьеру в НБЛ Боб сыграл 49 игр, в которых набрал 191 очко (в среднем 3,9 за игру). Помимо этого Хассмиллер в составе «Файрстоун Нон-Скидс» и «Джим Уайт Шевролетс» три раза участвовал во Всемирном профессиональном баскетбольном турнире, но без особого успеха.

## Смерть
Во время Второй мировой войны Хассмиллеру пришлось на три года прервать свою спортивную карьеру (1942—1945), после окончания которой он решил её не возобновлять. Боб Хассмиллер умер в сентябре 1980 года на 64-м году жизни в городе Нью-Йорк (штат Нью-Йорк).